# Cantó de Sant Andrieu
El cantó de Sant Andrieu és un cantó francès del departament dels Alps de l'Alta Provença, situat al districte de Castelana. Té sis municipis i el cap és Sant Andrieu.

## Municipis
- Alonh
- Angles
- Lambrueissa
- Moriers
- La Mura e Argenç
- Sant Andrieu

## Història
| Data d'elecció                           | Identitat      | Partit           | Qualitat |
| ---------------------------------------- | -------------- | ---------------- | -------- |
| 1961-198.                                | M. Reybaud     | SFIO, després PS |          |
| 198.-                                    | Jacques Boétti | RPR, després UMP |          |
| les dades anteriors no són pas conegudes |                |                  |          |
|                                          |                |                  |          |

| 1962  | 1968  | 1975  | 1982  | 1990  | 1999  | 2006  |
| ----- | ----- | ----- | ----- | ----- | ----- | ----- |
| 1.278 | 1.501 | 1.434 | 1.407 | 1.371 | 1.463 | 1.672 |